# Aragoto

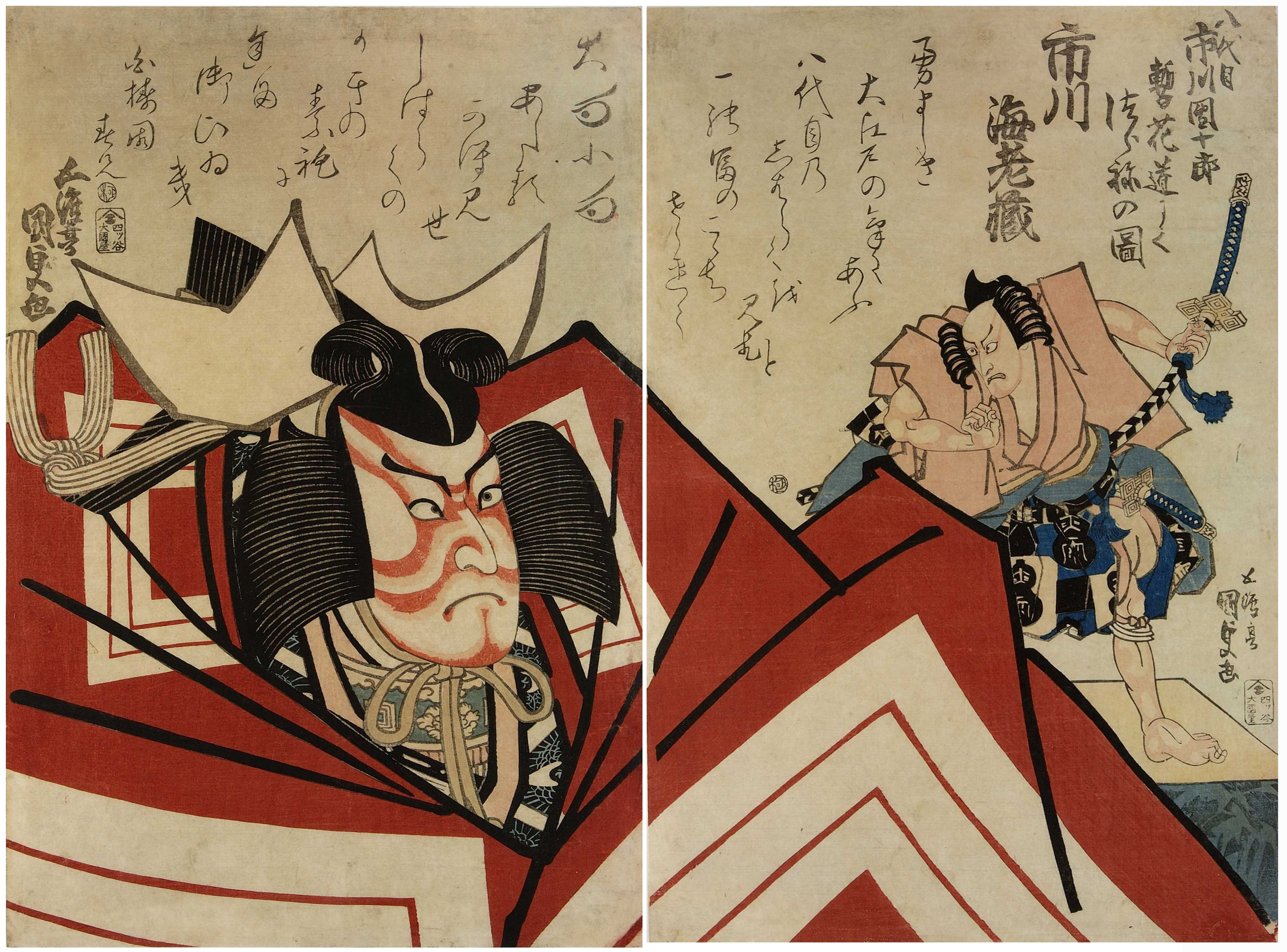
Ichikawa Danjuro VIII no papel principal da peça Shibaraku, que é definitivamente aragoto. Ukiyo-e por Utagawa Kunisada.

AragotoEstilo simples (荒事), é um estilo do kabuki que usa vários kata, dinâmicos e exagerados. Frequentemente, atores de aragoto usam maquiagens de cor azul ou vermelho escuros, e vestem roupas almofadadas e largas. O termo aragoto é uma abreviação da palavra aramushagotoGuerreiro ao estilo simples (荒武者事).
O estilo foi criado pelo ator Ichikawa Danjuro I, um ator da região  de Edo, e continuou em uso pelos seus sucessores na linhagem Ichikawa Danjuro. Papéis principais como nas peças Sukeroku e Shibaraku são representantes desse estilo. O aragoto é frequentemente contrasado com o wagotoEstilo calmo (和事), que surgiu ao mesmo tempo que o aragoto, mas foca em um drama mais natural. Também é combinado com o onnagataEstilo feminino (女形).